# KLAS-TV
KLAS-TV는 미국 네바다주 라스베이거스 지역에서 방송되는 CBS 계열의 지역방송이다. 슬로건은 Nevada's First Choice for News, Anytime. Anywhere이다.

## 연혁
1954년에 미국의 CBS (미국의 방송사) 계열로 개국하여(개국 당시부터 CBS 소속이다.) 2008년에 WTVF-TV를 자매 결연하며 현재에 이른다. 당시 설립자는 행크 그린스펀이었다. 호워드 휴즈가 1968년에 넘겼다.